# Bílá Lhota
Bílá Lhota är en ort i Tjeckien.   Den ligger i regionen Olomouc, i den östra delen av landet, 190 km öster om huvudstaden Prag. Bílá Lhota ligger 293 meter över havet och antalet invånare är 1 091.
Terrängen runt Bílá Lhota är platt åt nordost, men åt sydväst är den kuperad. Runt Bílá Lhota är det ganska tätbefolkat, med 75 invånare per kvadratkilometer. Närmaste större samhälle är Litovel, 7,3 km öster om Bílá Lhota. Trakten runt Bílá Lhota består till största delen av jordbruksmark.